# Espingen (Vasas storbåt)

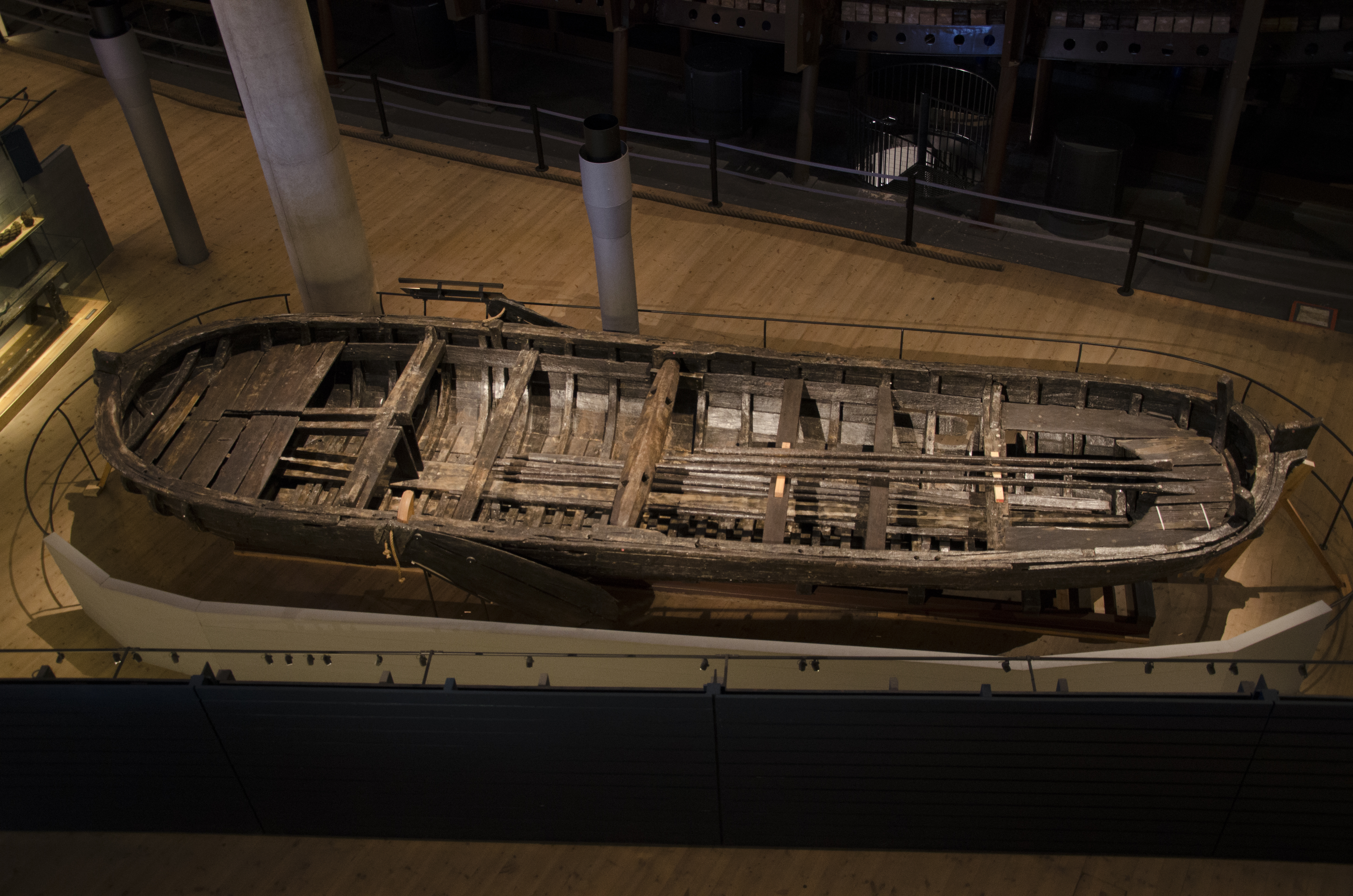
Espingen på Vasamuseet

Espingen var skeppet Vasas storbåt och finns idag utställd på Vasamuseet. Espingen var det sista fyndet som bärgades från Vasas förlisningsplats år 1967. Beteckningen "äsping"/"esping" har använts för mindre båtar under lång tid.

## Utgrävning och bärgning

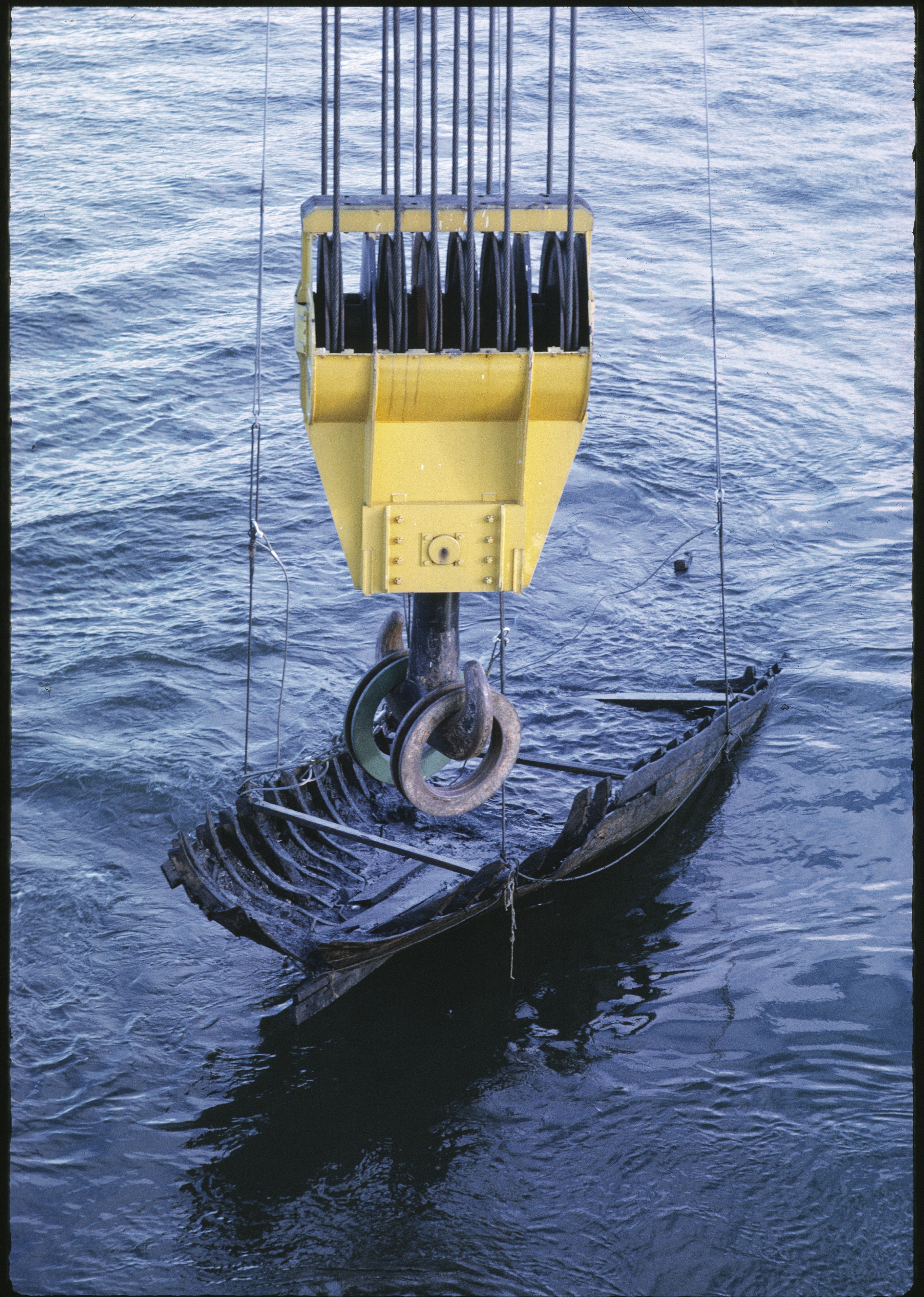
Foto från bärgningen av Espingen år 1967, kranen Lodbrok lyfter upp båten.

Espingen hittades intill skeppet Vasas babordssida. Även två sidosvärd och ett bråspel som tillhörde espingen hittades ombord på Vasa. Utifrån de fynden var det ingen tvekan om att espingen var knuten till Vasa. Båten bärgades i stort sett intakt.
Espingen är näst intill komplett och inga väsentliga delar av konstruktionen saknas. Vissa delar hittades löst liggande runt omkring båten och kunde återplaceras efter bärgningen. Båten är i gott skick, men formen är inte densamma som på 1600-talet. En spricka i relingen som sprack upp under bärgningslyftet gör att fören hänger ner 15-20 cm. Båtens sidor tenderar också att falla utåt på grund av att det inte finns någon vagga eller stöd. Espingen är därför omkring 7 cm bredare idag än på 1600-talet.

## Byggnadsteknik
Espingen är 11,7 meter lång, 3,20 meter bred och 1 meter hög. Skrovet är byggt av ek och även koffernaglar och dymlingar är av ek. Durk, tofter och ankarspel är av furu. Den är flatbottnad och saknar köl, men har en slitköl. Bottnen utgörs av fyra raka, breda plankor och sidorna är klinklagda. Den är rundgattad, saknar spegel och har svängd för- och akterstäv. Det finns plats för åtta roddare på varje sida. Espingen har haft en mast som inte återfunnits. På sidorna hänger svärden som fungerar som centerbord. De gör, precis som en köl, att båten blir mer stabil och inte driver så mycket i sidled då den seglas. Ett bråspel sitter i mitten av båten. Grundtraditionen med flat botten och klinkade sidor härstammar från Holland.

## Funktion
Skeppsbåtarna som tillhörde de stora 1600-talsskeppen hade olika syften och därmed många krav på sig. De användes till många olika ändamål, till exempel att bogsera eller varpa de stora skeppen, att ta ombord förnödenheter som mat, vatten, krut och kulor på skeppen och att förflytta skeppens besättningar till och från land eller till andra skepp, där skeppen inte kunde lägga till vid kaj. Båtarna användes också för att kommunicera, varna och skicka meddelanden till andra skepp och folk iland.
Under strid kunde båtarna användas för att transportera ersättningsmanskap, bogsera skadade skepp till säkerhet eller för att borda skadade fiendeskepp. 

## Placering
Enligt historiska källor och samtida konstverk verkar det som att det vanligaste sättet att transportera skeppsbåtarna i början av 1600-talet var att ha dem på släp. Skeppsbåtarna var då förhållandevis stora och därmed svåra att ha ombord.
När Vasa gav sig i väg mot Älvsnabben var det en vacker dag med svag sydvästlig vind, dåligt väder var alltså inget problem. Avresan gick av stapeln på eftermiddagen och man räknade antagligen med att vara framme i Vaxholm på kvällen och stanna där över natten. Då kan man ha behövt espingen i vattnet. Dessutom är det mycket möjligt att espingen skulle ha blivit tvungen att bogsera Vasa i trånga passager på väg ner till Älvsnabben. Enligt uppgifter bogserades de stora skeppen ibland med espingar hela vägen från Stockholm till Älvsnabben.
Utifrån hur Vasa och espingen var placerade på botten verkar det mest troligt att den bogserades på babord sida. Det var vanligare att bogsera skeppsbåtar bakom skeppen för att inte ha dem i vägen men inomskärs förekom även sidobogsering.
Espingen finns utställd på kölplanet i Vasamuseet, bredvid skeppet Vasa. 